# Frani Elle
 (mars 2024).
Francesco Mercanton, né Iapozzuto à Sion un 11 septembre et plus connu sous le nom de scène Frani Elle, est un humoriste, drag queen et présentateur de télévision suisse.

## Biographie

### Jeunesse
Francesco Iapozzuto naît un 11 septembre à Sion, chef-lieu du canton du Valais, en Suisse romande, d'un père italien et d'une mère suissesse. Il grandit dans le village de Conthey. Son adolescence est difficile en raison de propos homophobes et follophobes. Adulte, Iapozzuto est tour-à-tour coiffeur, maquilleur et gestionnaire de comptes chez PostFinance.

### Frani Elle
Attiré par les stars hyper-féminines dans son enfance, il passe par un questionnement de genre mais se considère comme un homme cisgenre. Quand il a dix-huit, Iapozzuto annonce qu'il est homosexuel à ses parents, ce qu'ils prennent d'abord mal, de même que son désir d'être drag queen avant de le soutenir. Il crée le personnage de Frani Elle durant la pandémie de Covid-19 ; le nom vient d'un surnom d'adolescence et son adoration pour le magazine Elle. Sur Instagram et TikTok, Frani Elle aborde plusieurs sujets de société « avec humour et bienveillance », contribuant à son succès.
Frani Elle reçoit des vêtements de sa voisine, mère de la productrice de télévision Valérie Rusca. En 2024, cette dernière l'a choisie pour une nouvelle série sur la RTS intitulée Hot Dogs, afin de se faire rencontrer des propriétaires de chiens. Son premier spectacle, Bienvenue en Suisse, bienvenue chez nous, a du succès.

## Vie privée
Francesco Iapozzuto est marié depuis 2021, au comédien et metteur en scène Yann Mercanton.